# 町田勝彦
町田 勝彦（まちだ かつひこ、1943年6月22日 -）は、日本の男性実業家。営業畑出身で姻族継承者。前・シャープ社長、2007年4月から会長。2012年4月から相談役。二代目社長・佐伯旭は岳父。佐伯旭は娘の結婚に反対したが、知人の説得により町田勝彦と結婚を認めた。
最初の夫人（佐伯旭の娘）は病気により50代にて他界している。現在は再婚し、京都市内に住んでいる。

## 来歴・人物
1943年（昭和18年）6月22日、大阪府で誕生。大阪府立天王寺高等学校卒業、京都大学農学部に進学。在学中スキー部主将を務めた。
1969年（昭和44年）、早川電機工業（翌年シャープに社名変更）に入社。営業畑を歩み、1987年（昭和62年）に取締役、1990年（平成2年）に常務取締役、1992年（平成4年）には代表取締役専務取締役に就任し、1998年（平成10年）には、代表取締役社長に就任する。
社長就任とほぼ同時に、社内事業部にある社内研究所を廃止し、液晶テレビ実現、生産に全力を注いだ。
一時期はIC事業本部そのものを廃止まで検討していたが、これは断念した。この結果、のちにシャープが経営破綻した際、マスメディアから「液晶一本足打法」と揶揄されることになる。もし、社内研究所を廃止していなければ現状のホンハイ傘下のシャープになっていない可能性があった。経営危機の際、ホンハイを呼んだ最初の人物は町田勝彦ではないかと言われる。
ホンハイ傘下になったことで、液晶投資の際に過剰に発生した借金（社債）の多くは返還できた。しかし、それは多くの社員の昇給停止や賞与削減など痛みを伴うものであった。
社長に就任中は、液晶テレビや太陽電池などの事業に力を入れ、同社の世界シェアを一位にすることに成功したが、のちに液晶価格の急落などで経営危機を招くことになった。
2007年4月1日からは、シャープ始まって以来初の代表取締役会長に就任（後任社長は片山幹雄）し二頭政治化を進めた。
この社内闘争も経営危機の要因ではないかとも分析されている。